# فين غوندرسن
فين غوندرسن (بالنرويجية البوكمول: Finn Gundersen)‏ هو لاعب كرة قدم نرويجي، ولد في 16 أبريل 1933 في أوسلو في النرويج، وتوفي بنفس المكان في 30 يوليو 2014. شارك مع منتخب النرويج لكرة القدم. أما مع النوادي، فقد لعب مع نادي شايد وهيلاس فيرونا.

## وصلات خارجية
- فين غوندرسن على موقع اتحاد النرويج (النرويجية)
- فين غوندرسن على موقع قاعدة بيانات كرة القدم.إي يو (الإنجليزية)
- فين غوندرسن على موقع ناشيونال فوتبول تيمز (الإنجليزية)
- فين غوندرسن على موقع EliteProspects.com (الإنجليزية)
- فين غوندرسن على موقع أوليمبيديا (الإنجليزية)